# Jean Marc de Pas

Jean-Marc de Pas, nacido el 19 de diciembre de 1962, es un escultor francés.
Es miembro correspondiente de la Academia de Ciencias, Literatura y Artes de Ruan.

## Obras

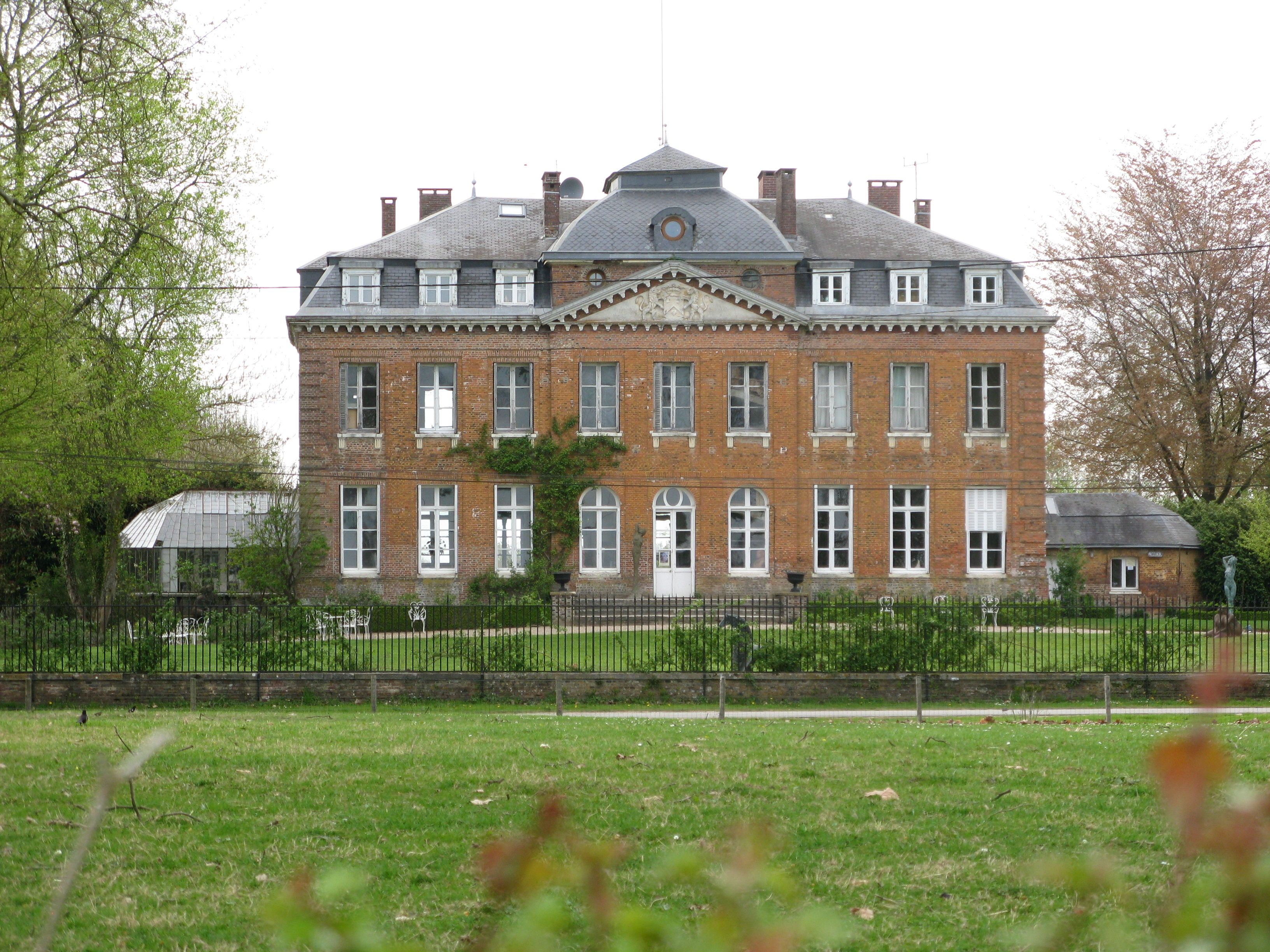
Parque del castillo Bois-Guilbert

Entre las mejores y más conocidas obras de Jean-Marc de Pas se incluyen las siguientes:
- El lobo

Le Loup (1999) Canterbury
- Mujer con alas

La Femme ailée (2007), Canterbury
- Estatuas en el parque del castillo de Bois-Guilbert
- Balzac (1995), estación de tranvía Honoré de Balzac, Rouen
- Los Grandes Navegantes

Les Grands Navigateurs (2007), bustos de bronce en el puente Boieldieu de Rouen
. Retratos de Vasco de Gama, Marco Polo, Colón, Magallanes, Jean de Bethencourt, René Robert Cavelier de La Salle, Américo Vespucio, James Cook, Jacques Cartier, Jean-François de La Pérouse